# Kādambari
Kādambari é um romance de amor em sânscrito. Foi substancialmente composto por Bāṇabhaṭṭa na primeira metade do século VII, que não sobreviveu para vê-lo ser concluído. O romance foi concluído pelo filho de Banabhatta, Bhushanabhatta, de acordo com o plano traçado por seu falecido pai. É convencionalmente dividido em Purvabhaga (parte anterior), escrito por Banabhatta, e Uttarabhaga (parte final) por Bhushanabhatta. (Uma tradição alternativa dá o nome do filho como Pulindabhatta.)

As edições padrão do texto original em sânscrito são de Peterson e Kane. Existem traduções para o inglês de Kale, Layne e Ridding;